# Aparicio Velázquez
José Aparicio Velázquez Cárdenas (Pirayú, 11 febbraio 1932 – 9 agosto 2022) è stato un cestista paraguaiano.
Era il marito di Anselma Cardozo.

## Carriera
Con il Paraguay ha disputato quattro edizioni dei Campionati sudamericani (1955, 1958, 1960, 1961).